# Johann Thomas Freigius

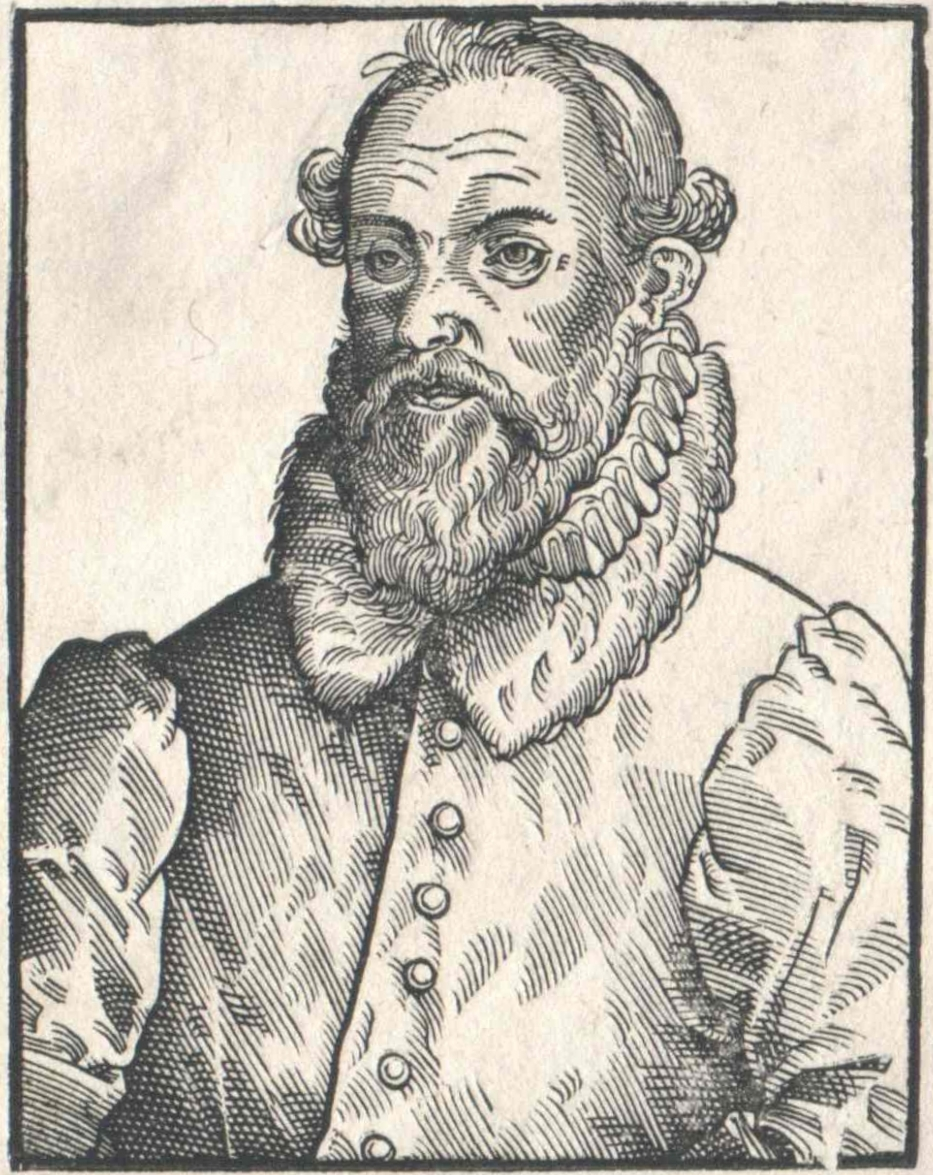
Johann Thomas Freigius

Johann Thomas Freigius, auch Frey oder Frigius, (* 1543 in Freiburg i. Br.; † 16. Januar 1583 in Basel) war ein deutscher Philosoph der Spätscholastik, die sich zunehmend an Petrus Ramus orientierte und in Konflikte mit der Autorität der Kirche geriet. Freigius lehrte und schrieb über mehrere Disziplinen. Er prägte den Begriff Psychologie.

## Leben
Freigius studierte in Freiburg in der Artistenfakultät, d. h. im Grundstudium vor den höheren Fakultäten, und wurde bereits 1559 Magister. Ihm wurden ein heftiges Temperament und mangelnde Anpassung nachgesagt. Er scheint sich nach seiner Anstellung auf den Gebieten der Dialektik, lateinischen Grammatik und Jurisprudenz nicht an den vorgeschriebenen Lehrplan gehalten zu haben und weigerte  sich, den damals verlangten Eid auf das Tridentinum, die Dekrete des Konzils in Trient, zu leisten.   So wechselte er 1567 nach Basel, lehrte dort Rhetorik und erwarb  den juristischen Doktorgrad. Hier lernte er Petrus Ramus kennen und wurde dessen Anhänger.
Seit 1570 wieder in Freiburg als außerordentlicher Professor der  Dialektik und Politik, erhielt er 1571 die Professur der Ethik und 1573 auch die des Organon, d. h. für die logischen Schriften des Aristoteles.  Wegen seiner Verehrung des Ramus, der 1572 in der Bartholomäusnacht umgekommen war, wurde Freigius als eventueller Hugenotte oder Calvinist angesehen, was ihn neben anderen Anlässen in Widerspruch zur Universitätsleitung und zur Kirchenautorität brachte. Der Senat der Universität beschloss 1575 das Lehrverbot. Freigius wechselte wieder nach Basel. Von 1576 bis 1582 wurde er Rektor des Gymnasiums zu Altdorf. Er zog anschließend erneut nach Basel, war als Korrektor  in der  Druckerei von Sebastian Henricpetri tätig und starb bereits 1583 an der Pest.

## Werk

### Aristotelismus und Ramismus
Ein zentrales Vorhaben des Ramismus war, die verschiedenen Zweige der Wissenschaften nach dialektischer Methode zu gliedern, d. h. eine von Gegensätzen ausgehende, aber umfassende Klassifikation  und Ordnung des Wissens auszuarbeiten. Die Mehrzahl der Publikationen von Freigius dient diesem Ziel. Unter dem Einfluss von Ramus dehnten sich die Interessengebiete aus: über die Dialektik, Rhetorik, Philologie bis zur Mathematik, den Naturwissenschaften, Jurisprudenz. Der Formalismus der scholastisch-deduktiven Denkweise ist an den schematischen Gliederungen des Stoffes zu erkennen; es ist die Didaktik der damaligen Lehrbücher. Freigius gab Schriften von Peter Ramus heraus und verfasste eine Vita Rami.

### Psychologie
In seinen Quaestiones εωθιναι και δειλιναι seu logicae et ethicae (Basel 1574) erscheint das Wort psychologia zum ersten Mal in einem gedruckten Buch.
Freigius wird sehr wahrscheinlich das Buch eines anderen Freiburger Gelehrten, Gregor Reisch (1470–1525), gut gekannt haben. Dessen Margarita philosophica, die Perle der Philosophie, gilt als die älteste gedruckte Enzyklopädie im deutschen Raum (Freiburg, 1503).  Sie enthält im Vergleich zu Freigius eine differenziertere Klassifikation (Philosophie partitio) und auf mehr als 130 Druckseiten (Liber IX bis XI) Themen, die  heute zur Psychologie zählen. Gegliedert ist nach der Trias der Seelenvermögen: De potentiis animae vegetativae (sensitivae, intellectivae); verwandte psychologische Themen kommen in dem Kapitel De origine rerum naturalium sowie in der Moralphilosophie vor. Eine vergleichende Untersuchung der Inhalte und der Klassifikation durch Freigius bzw. durch Reisch steht aus.

## Schriften (Auswahl)

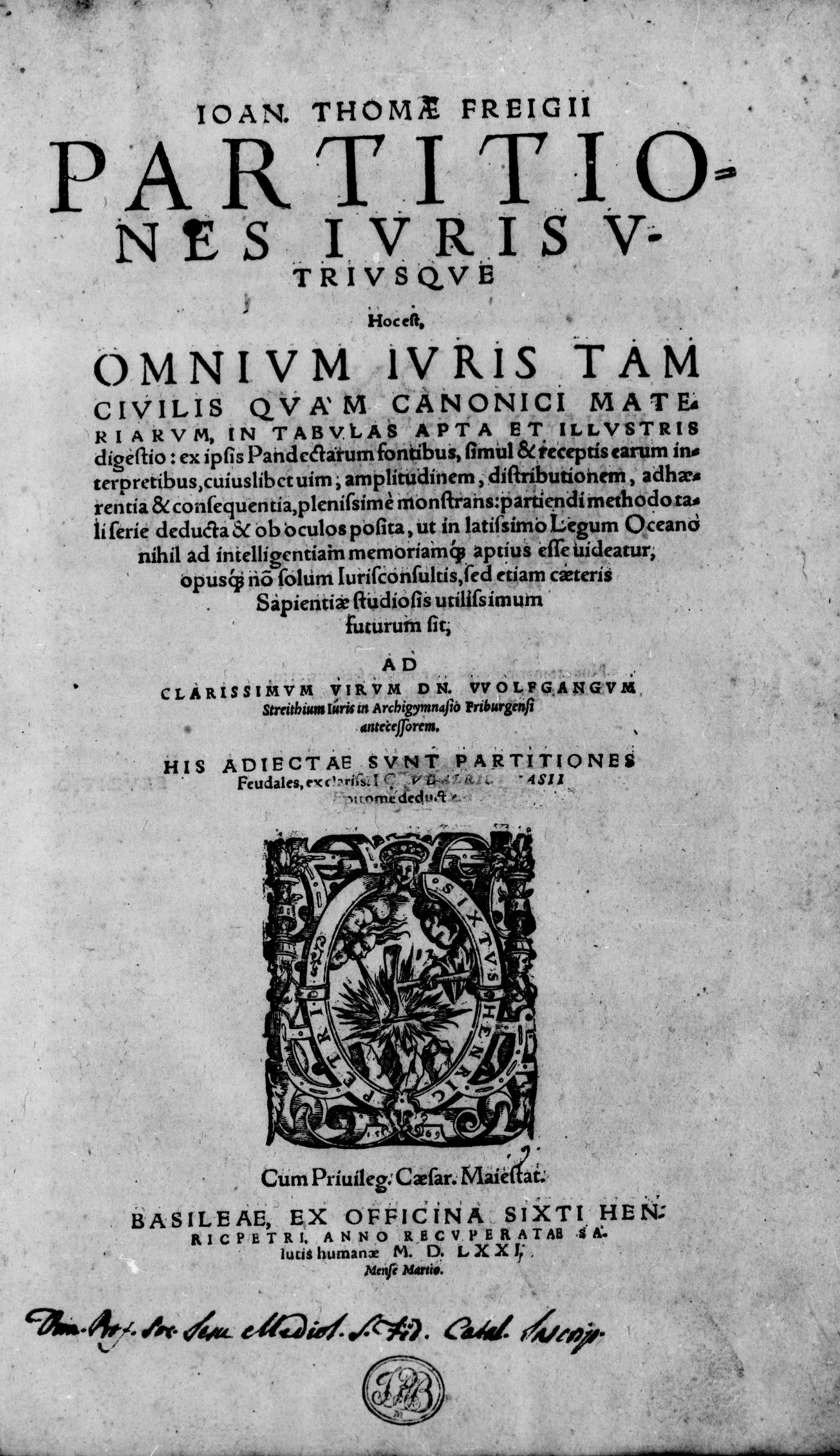
Partitiones iuris utriusque, 1571

- Trium artium logicarum schematismi. 1568.
- Partitiones iuris utriusque. Sixtus Henricpetri, Basel 1571 (Latein, beic.it).
- Quaestiones εωθιναι και δειλιναι seu logicae et ethicae. Basel 1574.
- Ciceronianus. 1575.
- Quaestiones physicae. 1576.
- Quaestiones oeconomicae et politicae. 1578.
- Rhetorica, poetica, logica in usum rudiorum. 1580.
- Grammatica Graeca und Latina. 1580.
- Quaestiones geometricae. 1583.